# Кора Сикионская
Кора (др.-греч. Κόρα — девушка), или Каллироя (др.-греч. Καλλῐρόη — «Прекраснотекущая», по имени нимфы в древнегреческой мифологии) — художница, согласно легенде, изложенной Плинием Старшим, полулегендарный персонаж, дочь древнегреческого гончара Бутада, с которой связано изобретение изобразительного искусства. Возможно, она существовала в действительности и переехала в Коринф из Сикиона вместе с отцом, предположительно, около 600 г. до н. э.

Дочь Бутада, по легенде, изложенной Плинием (в оригинальном тексте её имя не называется) влюбилась в юношу и «когда тот уезжал в чужие края, обвела тень от его лица, падавшую на стену при светильнике, линиями, по которым её отец, наложив глину, сделал рельеф и, когда он затвердел, подверг обжигу вместе с прочими глиняными изделиями» 
Плиний также называет Бутада изобретателем «желобчатых черепиц» и антефиксов из красной глины (с добавлением рубрики — красной краски) для кровли, и сообщает, что «контурный рельеф», созданный его дочерью, ещё долго хранился в Коринфе и просуществовал несколько столетий, пока, после разгрома Ахейского союза в 146 г. до н. э., римский военачальник Муммий Ахейский не разрушил город до основания.
Легенда о дочери Бутада пережила многие века. Художников периода романтизма рубежа XVIII—XIX веков и ампира начала XIX века привлекал сюжет об изобретении живописи девушкой, желавшей запечатлеть облик своего возлюбленного. В образе прекрасной нимфы, рисующей тень от профиля юноши, Кора из Сикиона запечатлена на многих рисунках, картинах и гравюрах.